# 名誉司教
名誉司教(めいよしきょう、ラテン語: Episcopus Emeritus, 英語: bishop emeritus)とはカトリック教会における栄誉称号の一つ。退任した司教に与えられる。関連する称号に名誉総大司教、名誉大司教、名誉司祭がある（いずれも本項で解説）。

## 名誉大司教
名誉大司教とは、カトリック教会の栄誉称号の一つであり、引退した大司教に与えられる。一例として、20世紀の宗教家でカトリック教会の枢機卿となった聖職者として、ポーランドカトリック教会首座大司教を務めたユゼフ・グランプ（jozef Glamp）がおり、2007年以降、名誉大司教となっている。
また、同時代にマリーヌ副司教やルーバン大学副学長を歴任したスーネンス（Suenens,Léon Joseph）はマリーヌ、ブリュッセルの名誉大司教となっている。
日本では、2003年から長崎大司教であった高見三明が、2022年、75歳を超えたことにより辞職し、名誉大司教となっている。

## 名誉司教
名誉司教とは、カトリック教会の栄誉称号の一つであり、引退した司教に与えられる称号である。教会法第402条第1項では、司教は退任が承認された際、退任前の教区の名誉司教の称号を得ると規定されており、同条第2項では退任後の相応な生活維持の保証について、司教協議会で勘案、配慮すべきことが定められている。
元のラテン語: emeritus（形容詞）には「名誉」という意味は無く、「引退した」という語義である。

## 名誉司祭
17世紀スペインの劇作家として活動したペドロ・カルデロン・デ・ラ・バルカは当時のスペイン国王フェリペ4世の名誉司祭を務めていた。